# Rob Heaps
Robert „Rob“ Heaps (* 11. Juli 1983 in York, England) ist ein britischer Fernseh- und Theaterschauspieler, der international durch seine Rolle als Ezra Bloom in der US-Fernsehserie Imposters bekannt wurde.

## Leben
Rob Heaps wuchs in der englischen Stadt York auf und besuchte dort die St. Peter’s School, eine angesehene Privatschule. Er studierte Russisch und Französisch an der University of Cambridge. Im Rahmen seines Studiums absolvierte er eine Theaterausbildung in Russland an der Staatlichen Akademie für Theaterkunst Sankt Petersburg. Bis 2009 nahm er Schauspielunterricht an der London Academy of Music and Dramatic Art. Bereits während seines Studiums trat er in mehreren Theaterstücken auf, unter anderem auf bekannten Bühnen wie dem Royal National Theatre und dem Theatre Royal Bath. Neben seiner Arbeit für das Theater ist Heaps als Hörspielsprecher für das Radio tätig.
Sein erster Auftritt in einem Spielfilm war 2009 in Jane Campions Bright Star. Zwei Jahre später war Heaps in einer Folge von Law & Order: UK erstmals im Fernsehen zu sehen. Im Jahr 2014 erhielt er in dem Fernsehdrama Frankenstein and the Vampyre: A Dark and Stormy Night seine erste Hauptrolle. 2015 erschien er in zwei Folgen der Agatha-Christie-Adaption Und dann gabs keines mehr. Heaps spielte im folgenden Jahr in der britischen Fernsehserie Home Fires einen größeren Handlungsbogen, in der zweiten Staffel des Weltkriegsdramas spielte er den Jagdflieger Tom Halliwell. Ab 2017 war Heaps auch in amerikanischen Produktionen zu sehen. Von 2017 bis 2018 spielte er in den zwei Staffeln der Fernsehserie Imposters die Hauptrolle des Ezra Bloom, der von einer  Heiratsschwindlerin betrogen wird und daraufhin selbst zum Trickbetrüger wird. Von 2019 bis 2020 war er daraufhin in der Fernsehserie Wage es nicht zu sehen und seit 2020 in Good Girls.
Heaps lebt in London.

## Werk

### Filmografie
- 2009: Bright Star
- 2011: Law & Order: UK (Fernsehserie, Folge 6x06)
- 2013: What Remains (Fernsehmehrteiler)
- 2014: Frankenstein and the Vampyre: A Dark and Stormy Night (Fernsehfilm)
- 2015: Life in Squares (Miniserie, Folge 1x01)
- 2015: Und dann gabs keines mehr (And Then There Were None, Miniserie, 2 Folgen)
- 2015: Doctors (Fernsehserie, Folge 17x68)
- 2016: Home Fires (Fernsehserie, 6 Folgen)
- 2017–2018: Imposters (Fernsehserie, 20 Folgen)
- 2018: Death in Paradise (Fernsehserie, Folge 7x01 Die tote Braut)
- 2019: Queens of Mystery (Fernsehserie, Folge 1x03)
- 2019: Spion aus Berufung (Liberté: A Call to Spy)
- 2019–2020: Wage es nicht (Dare Me, Fernsehserie, 10 Folgen)
- 2020–2021: Good Girls (Fernsehserie, 11 Folgen)
- 2022–2024: Seattle Firefighters – Die jungen Helden (Station 19, Fernsehserie, 14 Folgen)
- 2024: The Night Agent (Fernsehserie, 5 Folgen)

### Theater
- 2007: Mozart & Salieri, Regie: Alex Finlay, Rob Heaps (Brickhouse Theatre)
- 2007: Dracula, Regie: Simon Evans (Black and White Rainbow)
- 2008: Shoot/Get Treasure/Repeat: The Odyssey, Regie: Mark Ravenhill (Royal National Theatre)
- 2009: Elder Latimer Is In Love, Regie: Adam Berzsenyi Bellaagh (Arcola Theatre)
- 2010: The Notebook of Trigorin, Regie: Phil Wilmot (Finborough Theatre)
- 2010: Much Ado About Nothing, Regie: Stephen Jameson (Neuss Globe Theatre)
- 2010: Dexterity, Regie: Gbolahan Obisesan (Theatre 503)
- 2011: Unrestless, Regie: John Kachoyan (Old Vic Tunnels)
- 2011: Ivan The Terrible, Regie: Xian Zhang (London Symphony Orchestra)
- 2011: Wittgenstein: The Crooked Roads, Regie: Nick Blackburn (Riverside Studios)
- 2011: The Browning Version, Regie: Angus Jackson (Chichester Minerva Theatre)
- 2011: The Changeling, Regie: Michael Oakley (Southwark Playhouse)
- 2012: Missing, Regie: Alice Hamilton (Tristan Bates Theatre)
- 2012: South Downs/The Browning Version, Regie: Angus Jackson (Harold Pinter Theatre)
- 2013: Pride and Prejudice, Regie: Deborah Bruce (Open Air Theatre)
- 2013: King Lear, Regie: Angus Jackson (Chichester Festival Theatre)
- 2014: Pioneer, Regie: Jack Lowe (Norwich Theatre)
- 2014: Another Place, Regie: Jo McInnes (Plymouth Theatre Royal)
- 2016: While the Sun Shines, Regie: Christopher Luscombe (Theatre Royal Bath)

### Sprecher
- 2009: Cruickshank On New Zealand, Regie: Dilly Barlow
- 2009: Skin, Regie: David Blount
- 2011: Life Begins at Crawley, Regie: David Blount
- 2015: Napoleon Rising, Regie: Polly Thomas
- 2019: Ropewalk House, Regie: Joby Walderman